# 所羅門鎮區 (堪薩斯州克勞德縣)
所羅門鎮區（英語：Solomon Township）為位在美國堪薩斯州克勞德縣的鎮區。2010年美国人口普查中該鎮區人口有591人。

## 地理
所羅門鎮區涵蓋面積140.8平方（54.4平方英里），境內設有一座城市：格拉斯科。

### 溪流
通過此鎮區的溪流有：
- 克里斯溪（Cris Creek）
- 第一溪（First Creek）
- 費希爾溪（Fisher Creek）
- 洛斯特溪（Lost Creek）
- 第二溪（Second Creek）
- 第三溪（Third Creek）

## 人口統計
根據2010年美國人口普查，所羅門鎮區人口有591人，人口密度為4.2人/每平方公里。此鎮區居民之種族有97.97%為白人；0%為非裔美洲人；0.51%為美洲原住民；0%為亞洲人；0%為太平洋島民；1.35%為其他種族；另外有0.17%為混血種族。而西班牙裔或拉丁裔美洲人佔此鎮區人口的1.18%。

## 外部連結
- USGS Geographic Names Information System (GNIS) （页面存档备份，存于）
- US-Counties.com
- City-Data.com （页面存档备份，存于）